# Hypercompe ecpantherioides
Hypercompe ecpantherioides är en fjärilsart som beskrevs av Rothschild 1935. Hypercompe ecpantherioides ingår i släktet Hypercompe och familjen björnspinnare. Inga underarter finns listade i Catalogue of Life.